# Degia evagata
Degia evagata is een vlinder uit de familie van de zakjesdragers (Psychidae). De wetenschappelijke naam van de soort is als Melasina evagata voor het eerst geldig gepubliceerd in 1921 door Edward Meyrick. De combinatie in Degia werd gemaakt in 2009 door Sobczyk.
Het mannetje heeft een spanwijdte van 25 millimeter. Het vrouwtje is niet beschreven. Slechts twee mannetjes van deze soort zijn bekend. Sobczyk oppert in zijn uitbreidende beschrijving dat het mogelijk gaat om een ondersoort van Degia deficiens, maar dat dit op grond van het weinige materiaal niet is vast te stellen.
De twee bekende waarnemingen zijn gedaan op Java, Indonesië, in de omgeving van Bogor. 

## Type
- holotype: "male"
- instituut: RMNH, Leiden, Nederland
- typelocatie: "Indonesia, Java, Buitenzorg (Bogor), 60 km S. Jakarta"[2]